# 徐艺乙
徐艺乙（1956年9月—），男，江苏南通人，中国民间艺术学家，曾任南京博物院民族民俗研究所所长、研究员，现任南京大学历史学院教授。